# Jackie Condon
John Michael «Jackie» Condon (Los Ángeles, 25 de marzo de 1918-Inglewood, California, 13 de octubre de 1977) fue un actor infantil de nacionalidad estadounidense, intérprete regular de la serie de cortometrajes de La Pandilla durante la época del cine mudo de Pathé.

## Biografía
Nacido en Los Ángeles, California, Jackie Condon actuó por vez primera en La Pandilla en el corto mudo de 1922 Our Gang. Aunque fue una figura popular, realmente nunca llegó a ser un intérprete destacado. A pesar de ello, fue el único actor que intervino en todas las 66 comedias producidas por Pathé. En total actuó en 78 filmes de La Pandilla a lo largo de siete años. Su último corto con la serie fue rodado en 1928, Crazy House. Dejó la serie en 1928, a los diez años de edad, y se alejó durante un tiempo del mundo del espectáculo. En la década de 1950 intentó volver al cine, aunque sin mucho éxito. Durante un tiempo trabajó con su compañero de La Pandilla Joe Cobb en la compañía Rockwell International, en Los Ángeles.
Jackie Condon falleció a causa de un cáncer en 1977 en Inglewood (California). Sus restos fueron incinerados y las cenizas esparcidas.